# تام ساوتهام
تام ساوتهام (انگلیسی: Tom Southam؛ زادهٔ ۲۸ مهٔ ۱۹۸۱) دوچرخه‌سوار اهل بریتانیا است.
وی عضو تیم‌هایی همچون تیم دوچرخه‌سواری دراپاک و تیم دوچرخه‌سواری بارلوورد بوده است.